# Liste bekannter deutschsprachiger Emigranten und Exilanten (1933–1945)
Diese Liste nennt deutschsprachige Persönlichkeiten, die das Deutsche Reich 1933 bis 1945 in der Zeit der nationalsozialistischen Herrschaft verlassen haben. Dazu gehören auch Emigranten aus dem Saarland nach dem 1. März 1935, aus Österreich nach dem „Anschluss“ am 12. März 1938 oder aus dem sogenannten Protektorat Böhmen und Mähren nach dem 15. März 1939.
In Unterabschnitten werden Personen aufgeführt, die bereits vor der nationalsozialistischen Machtergreifung aus diesen Gebieten auswanderten, danach jedoch wegen politischer Gegnerschaft oder rassistischer Verfolgung nicht zurückkehren konnten oder wollten.